# Дуду (Ілфов)
Дуду (рум. Dudu) — село у повіті Ілфов в Румунії. Входить до складу комуни Кіажна.
Село розташоване на відстані 8 км на захід від Бухареста, 136 км на південь від Брашова.

## Населення
За даними перепису населення 2002 року у селі проживали 773 особи, усі — румуни. Усі жителі села рідною мовою назвали румунську.